# محمد نعيم أصفهاني
محمد بن عبد الكريم سِدِهي أصفهاني المتخلص بـنعيم (1858 - 14 مارس 1916) شاعر إيراني وأحد الشعراء البارزين في القرن الأول البهائي. عمل في الزراعة في شبابه ثم اتجه إلى نظم الشعر. هاجر إلى طهران واستقر هناك بعد التعرض للأذى في مسقط رأسه. طبع ديوانه في عام 1904 في طهران ومرة أخرى في بومباي عام 1927.

## حياته
وُلد نعيم بن عبد الكريم السَّدهي الأصفهاني عام 1858 في قرية دِه فروشان أو بروشان التابعة لسِدِه من إيالة أصفهان القاجارية. وكان اسمه الأصلي "آقا محمد". في طفولته، بدأ بتعلّم اللغتين الفارسية والعربية، وتوجّه إلى نظم الشعر، واتخذ "نعيم" تخلّصًا له. على الرغم من انشغاله بالعمل والتجارة، لم يتوقف عن طلب العلم. أجبره أبوه على الزواج قسرًا عندما كان في السادسة عشرة من عمره. وفي سنة القحط والغلاء عمل مع والده في الزراعة.
في أيام شبابه، تعرّف في مسقط رأسه على شاعرين بهائيين يُدعيین "نيّر" و"سينا". وذات يوم تعرّف على أحد أتباع الديانة الأزليّة يُدعى "صبّاغ". اعتنق الديانة البهائية عام 1881. فتعرّض للأذى والاضطهاد، ثم سافر نعيم مع رفقائه إلى طهران. وفي طهران، كان يعمل بأجر قليل في نسخ الألواح والآثار البهائية، كما انشغل بالتبليغ وتربية الأطفال. تزوّج في عام 1891 من رقيّة سلطان خانم، ورزق منها بابنٍ يُدعى عبد الحسين، وبابنةٍ تُدعى محبوبه خانم. توظّف في السفارة البريطانية وعيّن معلماً للغة الفارسية.
توفي نعیم إصفهاني في 14 مارس 1916 في طهران ودفن في إمامزاده معصوم عند بوابة قزوين.

## آثاره
آثاره منها المنظوم ومنها المنثور. وتشمل مواضيع اجتماعية، وأخلاقية، وفلسفية، واستدلالات عقلية ونقلية. وأهم هذه الآثار هو كتاب "أحسن التقويم". كما أضاف إلى ذلك المُخَمَّس "بهارية" في وصف عبد البهاء، والقصيدة "نونية". آثاره المنثورة تشمل ردّين: أحدهما على اعتراضات ميرزا حسن صفي عليشاه، والآخر على مقدّمة كتاب "نقطة الكاف"، بالإضافة إلى بعض الردود الأخرى. 